# Collège Héritage
 (décembre 2023).
 (novembre 2023).
Pour Collège Héritage de Châteauguay, voir Liste des écoles secondaires privées du Québec.
Le Collège Héritage (Heritage College) est un cégep anglophone du Québec, à Gatineau. Il est le seul cégep anglophone de l'ouest du Québec.
Avant 1991, le cégep existait en tant que section anglophone du Cégep de l'Outaouais: ce n'est qu'aux alentours de 1990, dû à la trop grande distance séparant la région au collège anglophone le plus près, alors dans la région de Montréal, qu'un bâtiment distinct est construit.
Quoique plus petit que son vis-à-vis francophone, l'établissement est maintenant assez grand pour être appelé un collège, avec ses propres facultés, sa bibliothèque, son gymnase et centre de conditionnement physique, sa cafétéria ainsi que son centre d'éducation continue. Malgré sa taille inférieure comparée à ses voisins francophones, il est cependant beaucoup plus "luxueux". En effet, le collège comporte notamment une salle d'entraînement beaucoup plus complète que les autres établissements. Il possède également des atouts uniques dans la région comme un studio d'enregistrement musical professionnel pouvant être emprunté par les élèves.

## Programmes
Le cégep offre les programmes suivants, menant à un DEC:
Programmes techniques:
- Technologie de comptabilité et de gestion (Accounting and Management Technology)
- Informatique (Computer Science)
- Soins de la petite enfance et éducation (Early Childhood Care and Education)
- Technologie de l'électronique (Electronics Technology)
- Nouveaux médias et design de publication (New Media and Publication Design)
- Infirmerie (Nursing)

Programmes préuniversitaires
- Commerce[1]
- Arts libéraux (Liberal Arts)
- Science
- Sciences sociales (Social Science)
- Arts visuels (Visual Arts)

Le collège offre également de nombreux cours d'éducation continue, dont quelques-uns mènent à l'obtention d'une AEC.

## Ancien élève
- Joshua Odjick, acteur